# Östersunds DFF
Östersunds DFF (ÖDFF) är en fotbollsförening i Östersund. Föreningen bildades ursprungligen 2001 under namnet Storsjöns DFF av Frösö IF och Ope IF när respektive föreningars satsningar på damfotboll inte givit önskat resultat sedan slutet av 1980-talet (då seriesystemet med damallsvenskan kom till). Namnet ändrades sedan till Ope-Frösö DFF, och 2004 till nuvarande namn.
Föreningens A-lag debuterade i seriespel den 4 maj 2002 då man slog IFK Timrå med 6–1 i Division 2 (dåtidens tredjedivision), och året efter kvalificerade sig ÖDFF för andradivisionen men blev endast en ettårig sejour i denna (likaså 2010). I oktober 2014 kvalificerade sig klubben för spel i Elitettan 2015, och kom att göra en treårig sejour i denna. Efter att ha slutat på nedflyttningsplats 2017 beslöt sig föreningen för att lägga ned A-lagsverksamheten och enbart satsa på integration för nyanlända pojkar.

### Fotnoter
1. ↑  ”Östersunds DFF till Elitettan efter bortamål”. Damfotboll. 18 oktober 2014. Arkiverad från originalet den 24 september 2015. https://web.archive.org/web/20150924045457/http://www.damfotboll.com/nyheter/2014/10/ostersunds-dff-till-elitettan-efter-bortamal. Läst 30 juni 2015.
2. ↑  "Klart: Östersunds DFF lägger ned sitt A-lag – satsar på integrationslag för pojkar", ÖP 2017-12-29.